# Перемежування даних
Перемежування (або перечередування) даних (англ. interleaving) — зміна послідовності чередування даних.
Чередування даних — проходження лінією (каналом) зв'язку без завад множини даних у заданій послідовності (заданому відношенні «йде за»).
Чередовані дані — множина всіх прийнятих з лінії (каналу) зв'язку даних при їх чередуванні.
Перемежовані дані — дані, що чередують у послідовності, заданій їх перемежуванням.
Зворотне перемежування (англ. deinterleaving) даних — відновлення послідовності чередування даних, зміненої їх перемежуванням.
Перемежувач — пристрій перемежування даних.
Перемежування даних фізично можна зобразити як процес послідовного в часі поелементного, шляхом відповідних затримок, перетворення множини Х чередованих даних в множину Y перемежованих даних, а математично — як відображення множини перемежованих даних «на» множину чередованих даних, тобто записом F: X→X = Y, де F — функція перемежування даних, яка кожному елементу х з множини Х ставить однозначно у відповідність елемент у з множини Y.